# Ottone II di Mâcon
Ottone II di Mâcon, Otton in francese, Otó in catalano e Otto in latino (999 – 1041), fu Conte di Mâcon dal 1004 fino alla sua morte.

## Origine
Ottone, secondo la Chronique de l'abbaye de Saint-Bénigne de Dijon, era figlio dell'erede della contea di Borgogna e della Contea di Mâcon, futuro Conte di Mâcon, Guido I e della moglie, di cui non si conosce il nome, ma secondo diversi storici era una discendente di Alberico II di Mâcon; sia secondo la Histoire de Mâcon du IXème au XIIIème, che secondo LES COMTES DE MACON, era figlia di Beatrice, sorellastra di Guido.

Guido I di Mâcon, sia secondo il documento nº 228 del Chartes et documents de Saint-Bénigne de Dijon des origines à 1300 (Dijon) II (non consultato) che, secondo la Chronique de l'abbaye de Saint-Bénigne de Dijon era figlio del conte di Borgogna e futuro duca di Borgogna, Ottone Guglielmo e della Contessa consorte di Mâcon, Ermentrude di Roucy, che era figlia di Rinaldo di Roucy e di Alberada di Lotaringia, figlia di Gilberto di Lotaringia e di Gerberga di Sassonia, come riporta il Flodoardi Annales (la cronaca di Flodoardo).

## Biografia
Non si conosce, l'anno esatto della morte di sua nonna, Ermentrude di Roucy; si presume sia morta verso il 1002, e, in quell'anno suo padre, Guido divenne il Conte di Mâcon, Guido I.

Neppure di suo padre, Guido I, si conosce la data esatta della morte, che avvenne nel 1004, in quanto in quell'anno, suo padre, Ottone Guglielmo si trovava a Digione, dove fece una donazione assieme al figlio, Rinaldo, in suffragio delle anime del patrigno, Enrico I di Borgogna e della madre, Gerberga, di Guido e della moglie Ermentrude di Roucy, come ci viene confermato dalla Chronique de l'abbaye de Saint-Bénigne de Dijon.

Suo padre, Guido I, fu tumulato nel monastero di San Benigno a Digione, come ci viene confermato dalla Chronique de l'abbaye de Saint-Bénigne de Dijon.

Ottone succedette al padre, Guido I, sotto la reggenza del nonno Ottone I Guglielmo; infatti la Chronica Albrici Monachi Trium Fontium, riporta che succedette al padre, nel 1005, e al nonno, nel 1027.
Nel 1004, Ottone conte adolescente (Ottonis adolescens comes) sottoscrisse il documento n° CCCCLXXXVII del Cartulaire de Saint-Vincent de Mâcon.
Nel 1007, Ottone, citato come figlio di Guido I, sottoscrisse un documento, assieme al nonno, Ottone Guglielmo, e allo zio, Rinaldo (Willelmo Comite, Rainaldo Comite, ipsius filio, Ottone comite, filii eius Widonis filio), come riporta la Chronique de l'abbaye de Saint-Bénigne de Dijon.
Nel 1015, secondo il documento n° 2694 del Recueil des chartes de l'abbaye de Cluny. Tome 3, Ottone, assieme al nonno, Ottone Guglielmo, la sua seconda moglie, Adelaide ed allo zio Rinaldo (Otto comes et uxor mea Adeleidis et filius meus Rainaldus atque Otto nepos meus), fece una donazione all'abbazia di Cluny.
Alla morte del nonno, Ottone I Guglielmo, nel 1026, Ottone fu Conte di Mâcon (post hunc, Otto comes fuit), come conferma il Cartulaire de Saint-Vincent de Mâcon.
Anche il documento n° 133 delle Lettre touchant Béatrix comtesse de Chalon riporta che in quel periodo Ottone fece una donazione, a suffragio delle anime del padre, Guido del nonno, Ottone Guglielmo e della moglie (patris mei Guidonis, necnon avi mei Othonis cognomento Wilelmi, et uxoris meæ).
Secondo la Histoire de Mâcon du IXème au XIIIème, nel 1028, nella contea ci fu una terribile carestia che portò anche a casi di cannibalismo, e una cronaca riporta che un albergatore, nei pressi di Mâcon uccidesse e divorasse i suoi clienti: furono ritrovate 48 teste di esseri umani, per cui Ottone II, fece arrestare e condannare al rogo il colpevole.
Secondo il Recueil des chartes de l'abbaye de Cluny. Tome 4, Ottone II fece diverse donazione all'abbazia di Cluny:
- il n° 2845 (Otto comes Matisconensis), datato 1030 circa[15]
- il n° 2852 (Oddo comes), datato agosto 1031[16]
- il n° 2979 (Otto comes Matisconensis), datato 1040 circa[17].

Non si conosce l'anno esatto della morte di Ottone, che avvenne dopo il 1040. Negli ultimi mesi di vita, Ottone aveva perso l'uso delle gambe.

A Ottone II succedette il figlio primogenito, Goffredo.

## Matrimonio e discendenza
Ottone aveva sposato nel 1016 circa, Elisabetta di Vergy († 1023), figlia di Enrico di Vergy, come da documento n° 2776 del Recueil des chartes de l'abbaye de Cluny. Tome 3.

Ottone da Isabella ebbe due figli:
- Goffredo[19] (1017-1065), Conte di Mâcon[13].
- Roberto, citato con la madre ed il fratello neldocumento n° 2776 del Recueil des chartes de l'abbaye de Cluny. Tome 3[19].

### Fonti primarie
- (LA)  Cartulaire de Saint-Vincent de Mâcon, connu sous le nom de "Livre enchaîné".
- (LA)  Recueil des chartes de l'abbaye de Cluny. Tome 3.
- (LA)  Recueil des chartes de l'abbaye de Cluny. Tome 4.
- (LA)  Monumenta Germaniae Historica, Scriptores, tomus III.
- (LA)  Monumenta Germaniae Historica, Scriptores, tomus XXIII.
- (LA)  Chronique de l'abbaye de Saint-Bénigne de Dijon.
- (LA)  (FR)  Lettre touchant Béatrix comtesse de Chalon.

### Letteratura storiografica
- (FR)  Histoire de Mâcon du IXème au XIIIème.